# 桂重鴻
桂 重鴻（かつら しげひろ、1895年2月28日 - 1989年4月3日）は、日本の内科医。新潟大学名誉教授。
弟は外科医、東北大学教授の桂重次。

## 経歴
- 新潟県新発田市出身[3]
- 1920年（大正9年）東北帝国大学卒業
- 1938年（昭和13年）台北帝国大学教授
- 1947年（昭和22年）熊本医科大学教授
- 1949年（昭和24年）新潟大学教授
- 1960年（昭和35年）停年退官
- その後、岩手県立中央病院、総持寺鶴見総合病院の院長を歴任[2]。
- 1969年（昭和44年）勲二等瑞宝章受章[1]
- 1989年（平成元年）脳梗塞のため死去[1]

## 主な業績
- 結核、赤痢、ツツガムシ病の研究[2]。

## 主な著作
- 遍歴（侶仁会、桂教授定年退職記念委員会 (1960)　ASIN: B000JANJ7M）
- 続・遍歴